# Teodora (cesarzowa rzymska)
Theodora (Flavia Maximiana Theodora) – druga żona Konstancjusza I Chlorusa (wcześniej rozwiódł się z Flavią Iulią Heleną). Najstarsza córka Maksymiana i jego żony Eutropii, siostra cesarza Maksencjusza i cesarzowej Fausty. 
Była matką:
- Konstancji (ur. po 293, zm. ok. 330) – żony cesarza Licyniusza,
- Eutropii – żony Nepotianusa (jej syn Nepocjan został uzurpatorem w 350 roku),
- Dalmatiusa,
- Anastazji,
- Iuliusa Constantiusa (jego syn Julian władał cesarstwem od 361).